# Alice Bonheur
Pour les articles homonymes, voir Bonheur (homonymie).
Alice Bonheur, née Alice Berthe Lucron le 10 février 1874 à Paris 17e et morte le 23 janvier 1945 à Paris 18e, est une chanteuse d'opérette et de revues et actrice de théatre française.

## Biographie
Alice Bonheur suit les cours de Léon Melchissédec. En 1891, elle débute à la Bodinière, dans un rôle d’enfant, puis joue aux Menus-Plaisirs. Elle se tourne vers l'opérette et crée le Docteur Blanc de Catulle Mendès, puis chante dans La Timbale d'Argent, le rôle de Molda. Elle entre aux Bouffes-Parisiens, en 1894, où elle chante La Duchesse de Ferrare, La Saint-Valentin, La Dot de Brigitte, Minette, La Nuit d'Amour ; chante dans Miss Helyett, le rôle de Manuela. Elle passe à l'Eldorado, mais n'y reste pas du fait qu'on lui propose un « rôle à maillot ». En décembre 1896, elle intente un procès à Édouard Marchand, directeur de l'Eldorado. Engagée aux appointements de 1800 francs par mois, elle demande la résiliation de son engagement avec paiement du dédit pour inconvenance des paroles et du costume du rôle qu'on voulait lui confier « consistant uniquement à venir se déshabiller sur la scène en chantant un couplet grivois ,».
Elle est engagée à l'Athénée-Comique où elle se fait remarquer dans Paris sur scène, la revue de Blondeau et Monréal, puis retourne aux Bouffes, obtenant un grand succès avec Les Petites femmes et surtout dans le rôle de Marie-Blanche dans Les P'tites Michu, d'André Messager, puis dans La Petite Tache et dans La Dame de Trèfle. Elle joue le rôle de Savine dans Le Soleil de Minuit.
Après une tournée en Amérique du Sud, elle se consacre principalement à l’enseignement du chant à partir de 1919.

## Répertoire
- 1893 : Docteur Blanc, mimodrame fantastique de Catulle Mendès, musique de Gabriel Pierné, création aux Menus-Plaisirs, 2 avril, Maravilla[5].
- [Quand ?]: La Timbale d'Argent, opéra bouffe d'Adolphe Jaime et Jules Noriac, musique de Léon Vasseur, Molda, aux Menus-Plaisirs.
- 1895 : La Duchesse de Ferrare, opérette de Maxime Boucheron , musique d'Edmond Audran, au théâtre des Bouffes-Parisiens, 23 janvier[6].
- 1895 : La Saint-Valentin, opérette de Maurice Ordonneau et Fernand Bessier, musique de Frédéric Toulmouche, au théâtre des Bouffes-Parisiens, 28 mars[7].
- 1895 : La Dot de Brigitte, opérette de Paul Ferrier et Antony Mars, musique de Gaston Serpette et Victor Roger, au théâtre des Bouffes-Parisiens, 6 mai, Nicole[8],[9].
- 1895 :  Mam'zelle Carabin, opéra-comique, livret de Fabrice Carré, musique d'Emile Pessard, reprise au théâtre des Bouffes-Parisiens, 22 octobre, Nini[10].
- 1895 : Ninette, opéra-comique, livret de Charles Clairville, Charles Hubert, G. Lebeaut et Christian de Trogoff, musique de Charles Lecocq, au théâtre des Bouffes-Parisiens[11].
- 1896 : Nuit d'Amour, fantaisie lyrique de Maxime Boucheron et Albert Barré, musique d'Antoine Banès, au théâtre des Bouffes-Parisiens, 11 mai[12].
- 1896 : La Reine des reines, opérette de P.-L. Flers, musique d'Edmond Audran, à l'Eldorado, 14 octobre[13],[14].
- 1897 : Les P'tites Michu, opérette de Vanloo et Georges Duval, musique d'André Messager, aux Bouffes-Parisiens, 16 décembre, Marie-Blanche[15],[9]
- 1898 : La Petite Tache, opérette de Fabrice Carré et Victor Roger au Bouffes-Parisiens, Marguerite Bénardeau[16].
- 1898 : La Dame de Trèfle, opérette de Charles Clairville et Maurice Froyez, musique d'Emile Pessard, au Bouffes-Parisiens, Lucie, 13 mai[17],[18],[19].
- 1898 : Le Soleil de Minuit, opérette d'Albert Renaud, sur un livret de Charles Nuitter et Alexandre Beaumont, création aux Bouffes-Parisiens, 14 octobre[20],[21],[22].
- 1899 : La Poudre de Perlinpinpin, féérie des frères Cogniard, reprise au Châtelet, 8 juillet, 220 représentations[23],[24].
- 1900 : Le Roi Dagobert, opérette-bouffe d'Octave Pradels et Léon Raboteau, musique de Marius Lambert, aux Bouffes-Parisiens,20 décembre[25],[26].
- 1901 : Josette, opéra-comique, au Cercle de l'Union Artistique de Bordeaux[27].
- 1902 : Chonchette, opérette de  Gaston Arman de Caillavet et Robert de Flers, musique de Claude Terrasse, au théâtre des Capucines, 12 avril[28],[9].
- 1903 : Service d'amour, opérette Maurice Dumas, musique d'Henri Christiné, à la Scala, 17 février[29].
- 1904 : Country Girl, la fille des champs, opérette anglaise, avec Max Dealy et Mariette Sully, à l'Olympia[30],[31].
- 1906 : Pâris ou Le bon juge, opérette en 2 actes, livret de Robert de Flers, Gaston Arman de Caillavet, musique de Claude Terrasse, costumes de Landolf, avec Charles Lamy (Pâris), Germaine Gallois (Vénus), Alice Bonheur (Glycère), création aux théâtre des Capucines,1er mars 1906[32],[33],[34],[note 1].
- 1908 : Le Coq d'Inde, opérette de Rip, musique de Claude Terrasse, aux théâtre des Capucines, 6 avril[9].
- 1910 : Rêve de valse, opérette d'Oscar Strauss, sur un livret de Felix Dörmann et Leopold Jacobson, au théâtre Apollo, 3 mars, Franzi[35],[36].
- 1911 : La Flûte enchantée, opéra de Mozart, à la Gaîté-Lyrique, Papagena[37].
- 1912 : Chonchette, opérette de  Gaston Arman de Caillavet et Robert de Flers, musique de Claude Terrasse, reprise au théâtre Michel[38],[39].
- 1913 : Berlingot, opérette de Lucien Boyer, musique de Willy Redstone (en) et Adolf Stanislas, au Concert Mayol[40].
- 1915 : La Fille de Madame Angot, de Charles Lecocq, livret de Clairville, Paul Siraudin et Victor Koning, reprise à la Gaité-Lyrique, Clairette[41].
- 1918 : Phi-Phi, opérette d'Albert Willemetz et Fabien Sollar, musique d'Henri Christiné, au théâtre des Bouffes-Parisiens, reprise du rôle Mme Phidias après Pierrette Madd[42].

## Théâtre
- 1897 : Paris sur scène, revue d'Henri Blondeau et Hector Monreal, théâtre de l'Athénée , 2 janvier[43],[44],[45].
- 1897 : Décrochez moi ça !, revue d'Édouard-Paul Lafargue et Jean Robiquet, au Théâtre Mondain[46],[47].
- 1901 : Ghetto, pièce d'Herman Heijermans, adaptation française de Jacques Lemaire et J. Schürmann, au théâtre des Escholiers, 10 avril, Rose[48].
- 1903 : Femina-Revue, revue de Frédéric Bonnaud, Numa Riès et Paul Marinier, au théâtre des Mathurins[49].
- 1903 : Tout-Paris aux Variétés, revue de Paul Gavault, au théâtre des Variétés, 21 novembre[50],[51].
- 1907 : La maison n'est pas au coin du thé, revue de Gabriel Timmory, à la Comédie-Royale[52],[53],[54],[55].
- 1908 : La Revue de Marigny, au théâtre Marigny[56].
- 1914 : La Revue cordiale, à la comédie des Champs-Élysées[57].
- 1925 : Fauteuil 47, de Louis Verneuil, reprise au Gymnase, Gilberte Boulanger[58]
- 1938 : Une demoiselle fardée, pièce d'Albert Acremant, au théâtre Isola[59],[60].

## Iconographie
Ses photographies sont publiées dans le catalogue La Référence des portraits contemporains, publié par la Librairie Nilsson, en 1898.